# Falling (film)
Pour les articles homonymes, voir Falling.
Pour plus de détails, voir Fiche technique et Distribution.
Falling ou Chute libre au Québec, est un drame canado-britannique écrit, composé et réalisé par Viggo Mortensen, sorti en 2020. Il s'agit de son premier long-métrage en tant que réalisateur.

## Synopsis
John Peterson vit avec son mari Eric à Los Angeles. Son père Willis, conservateur et homophobe, étant atteint de démence, John le récupère dans la ferme familiale et le recueille chez lui et son mari, le temps de lui trouver une maison de retraite. Mais Willis ne l'entend pas de cette oreille : entre ses délires, ses vivaces souvenirs de jeunesse qui surgissent à l'improviste, son langage vert et l'inhibition de parole dont il fait preuve, toute la famille va subir les frasques du vieil homme avec une infinie patience. Un portrait des relations familiales à la fois dur, tendre et drôle : c'est aussi une quête pour l'amour d'un père qui ne sait pas aimer.

## Fiche technique
- Titre original et français : Falling
- Titre québécois : Chute libre
- Réalisation et scénario : Viggo Mortensen
- Direction artistique : Jason Clarke
- Costumes : Anne Dixon
- Photographie : Marcel Zyskind (de)
- Musique : Viggo Mortensen
- Montage : Ronald Sanders
- Pays d'origine : Canada - Royaume-Uni
- Format : Couleurs - 35 mm
- Genre : drame
- Durée : 112 minutes
- Date de sortie :
  - États-Unis : 31 janvier 2020 (Festival du film de Sundance 2020)
  - France : 19 mai 2021

## Distribution
- Viggo Mortensen (VF : Bernard Gabay ; VQ : Pierre Auger) : John Peterson
- Lance Henriksen (VF : Georges Claisse ; VQ : Marc Bellier) : Willis Peterson, le père de John
- Terry Chen (VF : Sébastien Desjours ; VQ : Antoine Durand) : Éric
- Sverrir Gudnason (VF : Marc Arnaud ; VQ : Philippe Martin) : Willis Peterson jeune
- Laura Linney (VF : Rafaèle Moutier ; VQ : Lisette Dufour) : Sarah
- Hannah Gross (VF : Chloé Berthier ; VQ : Dominique Laniel) : Gwen
- David Cronenberg (VF : Philippe Crubézy ; VQ : Jean-Luc Montminy) : Docteur Klausner
- Paul Gross (VF : François-Éric Gendron ; VQ : Patrick Chouinard) : Docteur Solvel
- Gabby Velis (VF : Jaynélia Coadou ; VQ : Marianne Chénier) : Monica
- Henry Mortensen (VF : Alexandre Bierry) : Sergent Sanders
- Bracken Burns (VF : Antonella Colapietro ; VQ : Marie-Ève Sansfaçon) : Jill
- Piers Bijvoet (VF : Tom Trouffier ; VQ : Jacob Lemieux) : Willis « Will »
- Ella Jonas Farlinger (VQ : Célia Gouin-Arsenault) : Paula
- Grady McKenzie (VF : Kaycle Chase ; VQ : Lori-Ann Piché) : John à 5 ans
- Etienne Kellici (VQ : Oscar Vaillancourt) : John à 10 ans
- William Healy (VQ : Matis Ross) : John à 15 ans
- Carina London Battrick : Sarah à 5 ans
- Ava Kozelj (VQ : Elia St-Pierre) : Sarah à 11 ans

 Source et légende : version française (VF) sur RS Doublage ; version québécoise (VQ) sur Doublage.qc.ca

## Production

### Genèse et développement
Mortensen dit s'être inspiré de ce qu'il a vécu avec sa mère atteinte de démence, bien que l'œuvre demeure fictionnelle.

### Tournage
Le tournage a commencé en mars 2019 et a eu lieu à Los Angeles et dans le nord de l'Ontario.

## Distinctions

### Sélections
- Festival du film de Sundance 2020 : sélection hors compétition
- Label Festival de Cannes 2020

### Nominations
- Goyas 2021 : Meilleur film européen